# Anidarnes
Anidarnes is een geslacht van vliesvleugeligen uit de familie Torymidae. De wetenschappelijke naam van dit geslacht is voor het eerst geldig gepubliceerd in 1993 door Boucek.

## Soorten
Het geslacht Anidarnes omvat de volgende soorten:
- Anidarnes bicolor (Ashmead, 1900)
- Anidarnes brevicauda Boucek, 1993
- Anidarnes globiceps (Mayr, 1906)